# Bartłomiej Kot
Bartłomiej Kot (ur. 9 lipca 1993) – polski judoka.
Zawodnik klubów MKS Judo Chełm i AZS UW Warszawa (od 2009). Mistrz Polski seniorów z 2021 i brązowy medalista mistrzostw Polski seniorów z 2017 w kategorii poniżej 60 kg. Złoty medalista zawodów pucharu Europy juniorów w Cetniewie 2011. Ponadto m.in. mistrz Polski juniorów 2011. Uczestnik mistrzostw Europy juniorów 2011.